# Aighí
Aighí (Aighinanus, Agnianus, Anianus, Aighyna, Aeghyna, Aegyna, Aigino, Aichina, Aighinus, Ainandus, Aimandus, Amandus) fou un suposat duc de Gascunya que hauria exercit suposadament entre 628 i 638 o 645. Seria el mateix personatge que el duc Aichinà constatat vers 627-628 i inspiració d'Amand de Gascunya (suposat fill del duc Serè de Tolosa presentat a vegades com germà d'Aichinà), inventat per la carta d'Alaó. Segons aquest document apòcrif, quan el 628 bona part d'Aquitània (Tolosà, Carcí, Agenès, Périgord i Santonya) fou erigida en regne amb capital a Tolosa, el nou rei Caribert II s'hauria casat amb Gisela, suposada neta de Serè i filla d'Amand, i va lluitar contra els vascons en suport del duc de Gascunya i els nobles lleials derrotant els rebels (el 629 o 631 segons les fonts). Caribert II va morir el 8 d'abril del 632 i el seu fill gran que el va seguir, Khilperic d'Aquitània, un nen de bressol, al cap de poc. El 632 es va produir la suposada revolta de Gascunya en favor de Boggis d'Aquitània (suposat germà petit de Khilperic) dirigida pel seu avi Amand (pare de Gisela, la mare de Boggis). Però mai van existir ni Gisela, ni Amand ni Boggis.
Una teoria suposa que Aichinà no fou en realitat duc sinó un delegat reial per aplanar la revolta dels gascons (627); suposava que el 628 hauria entregat el govern a Amand (el que lliga amb l'enllaç de Gisela i Caribert II) però després de l'aixecament d'aquest vers el 632 en favor del seu net Boggis (i una vegada establert que Amand no va existir, després de la revolta nacional dels vascons), el delegat reial Aichinà/Aichí (el mateix personatge o dos personatges diferents) hauria tornat a Gascunya (635) lluitant al front dels deu ducs borgonyons enviats a la zona. El 636 el duc Aighí o Aichinà és esmentat com a cap dels senyors gascons lleials al rei Dagobert I. El 637 Fredegari anomena com a duc a Ainand (que seria el mateix Aighí o Aichinà).
Vegeu també: Aichinà i Amand de Gascunya.

## Nota
1. ↑  L'Art de vérifier les dates, Volum 14, per David Bailie Warden, Nicolas Viton de Saint-Allais, Jean Baptiste Pierre Jullien de Courcelles i altres